# Sanremo 87 (Ricordi)
Sanremo 87 è un album compilation pubblicato nel febbraio 1987 dall'etichetta discografica Ricordi.
Si tratta di una delle tre raccolte contenente brani partecipanti al Festival di Sanremo 1987.
La compilation è composta da due dischi (o musicassette), contenenti rispettivamente 18 e 16 brani.

## Tracce
Prima parte
1. Mango - Dal cuore in poi
2. Patty Pravo - Pigramente signora
3. Miki - Straniero
4. Marcella Bella - Tanti auguri
5. Nada - Bolero
6. Le Orme - Dimmi che cos'è
7. Ricchi e Poveri - Canzone d'amore
8. Alessandro Bono - Nel tuo profondo fondo
9. Mediterranea - Cantare
10. Eduardo De Crescenzo - L'odore del mare
11. Ricky Palazzolo - Il volo nel futuro
12. Peppino Di Capri - Il sognatore
13. Charley Dainesi - Stringimi le mani
14. Lena Biolcati - Vita mia
15. Umberto Marzotto - Conta chi canta
16. Berger - Non cadere mai in ginocchio
17. Future - Briciole di pane
18. Luca Barbarossa - Come dentro un film

Seconda parte
1. Dori Ghezzi - E non si finisce mai
2. Paolo Scheriani - L'esteta
3. Fiorella Mannoia - Quello che le donne non dicono
4. Teo - Ma che bella storia
5. Flavia Fortunato - Canto per te
6. Michele Zarrillo - La notte dei pensieri
7. Sergio Caputo - Il Garibaldi innamorato
8. Chiari e Forti - Campi d'atterraggio
9. Tony Esposito - Sinuè
10. Frankie Goes to Hollywood - Warriors of the Wasteland
11. Erasure - Sometimes
12. Eighth Wonder - Will you remember
13. Bangles - Walk like an Egyptian
14. The Smiths - Ask
15. Cutting Crew - (I Just died) In your arms
16. Spandau Ballet - How many lies